# Alain Carrier
Alain Carrier (n. 14 octombrie 1924, Sarlat, Aquitaine, Franța – d. 15 decembrie 2020, Sainte-Alvère, Nouvelle-Aquitaine, Franța1924-2020) a fost un realizator de postere și ilustrator francez.